# Најлс (Мичиген)
Најлс (Мичиген) (енгл. Niles) град је у америчкој савезној држави Мичиген. По попису становништва из 2010. у њему је живело 11.600 становника.

## Демографија
Према попису становништва из 2010. у граду је живело 11.600 становника, што је 604 (4,9%) становника мање него 2000. године.
| Група             | 2000.         | 2010.         |
| Белци             | 9.782 (80,2%) | 8.963 (77,3%) |
| Афроамериканци    | 1.509 (12,4%) | 1.440 (12,4%) |
| Азијати           | 63 (0,5%)     | 69 (0,6%)     |
| Хиспаноамериканци | 485 (4,0%)    | 665 (5,7%)    |
| Укупно            | 12.204        | 11.600        |